# Bragasellus meijersae
Bragasellus meijersae is een pissebed uit de familie Asellidae. De wetenschappelijke naam van de soort is voor het eerst geldig gepubliceerd in 1988 door Henry & Magniez.